# Marquesado de la Peña de los Enamorados
El Marquesado de la Peña de los Enamorados es un título nobiliario español creado por el rey Carlos II en 1679 a favor de Jerónimo Francisco de Rojas y Rojas, hijo del III Señor de la Peña de los Enamorados. Su nombre se refiere a la Peña de los Enamorados, situada en el municipio andaluz de Antequera, en la provincia de Málaga.

## Señores de la Peña de los Enamorados
- Jerónimo Matias de Rojas y Rojas, I señor de la Peña de los Enamorados.
- Juan de Rojas y Trillo, II señor de la Peña de los Enamorados.
- Alonso de Rojas y Boza, III señor de la Peña de los Enamorados.

## Marqueses de la Peña de los Enamorados

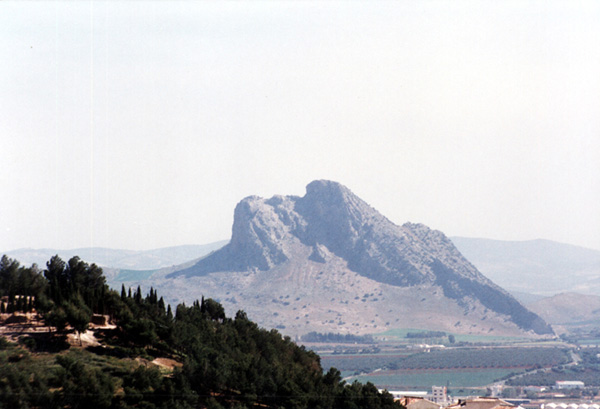
Peña de los Enamorados en Antequera

- Jerónimo Francisco de Rojas y Rojas, I marqués de la Peña de los Enamorados.
- Alonso José de Rojas y Fernández de Córdoba, II marqués de la Peña de los Enamorados.
- Alonso de Rojas y Sánchez de Teruel, III marqués de la Peña de los Enamorados.
- Jerónimo de Rojas y Arreses, IV marqués de la Peña de los Enamorados.
- Francisco Javier de Rojas y Rojas, V marqués de la Peña de los Enamorados.
- Joaquín de Rojas y González-Torres de Navarra, VI marqués de la Peña de los Enamorados.
- Francisco Javier de Rojas y Rojas, VII marqués de la Peña de los Enamorados.
- Joaquín de Rojas y Pareja-Obregón, VIII marqués de la Peña de los Enamorados.
- María de los Ángeles de Rojas y Gutiérrez de los Ríos, IX Marquesa de la Peña de los Enamorados.
- Luis Javier Guajardo-Fajardo y Rojas, X marqués de la Peña de los Enamorados.
- Joaquín Guajardo-Fajardo y Rojas, XI marqués de la Peña de los Enamorados.[1]
- Joaquín Guajardo-Fajardo y Carmona, XII marqués de la Peña de los Enamorados.[2]